# Okänd psalmförfattare
Okänd psalmförfattare kallas dels de signaturer som hymnologer inte kunnat identifiera, dels de upphovsmän vars namn eller signatur saknas helt. Bland de psalmer som anges ha okänd författare anger Oscar Lövgren cirka 130 psalmer. Även författare vars namn är känt, men vars identitet är okänd anges i vissa fall som "okänd".

## Urval av psalmer med okänd författare
- Den signade dag, som vi nu här se
- Det blir något i himlen för barnen att få
- Det är en ros utsprungen
- Dig vare lov och pris, o Krist
- Du snöda värld, farväl
- En herrdag i höjden är vorden besluten
- En nådastol Herren Gud oss givit
- Gläd dig, du Krist brud
- Gud som haver barnen kär
- Gud säger, att den salig är
- Har du intet rum för Jesus
- Herre Jesus, dig jag älskar
- Hör ditt Sions bittra klagan
- In dulci jubilo
- Jag vet ett blod som ymnigt rann
- Jag vet ett land av idel fröjd
- Jesu, du min fröjd och fromma
- Kom, Helge Ande, till mig in
- Morgon mellan fjällen
- Nu kommen är vår påskafröjd
- Nu är en dag framliden
- O du Helge Ande, kom till oss in
- O Guds Lamm, som borttager världens synder
- O Gud, vem skall jag klaga
- O huru ljuv din boning är
- Om någon mig åtspörja vill
- Sig fröjde nu var kristen man
- Sjung av fröjd du Kristi brud
- Små och stora runt kring jord
- Stridsmän uti hären, stämmen upp
- Säll den som haver Jesus kär
- Te Deum laudamus
- Till dig jag ropar, Herre Krist
- Tror du små blommor bedja till Gud?
- Uppfaren är vår Herre Krist
- Uppstånden är vår Herre Krist alles vår frälserman förvisst
- Uppstånden är vår Herre Krist till hela världens tröst förvisst
- Var kristtrogen fröjde sig
- Varde ljus kring världen vida
- Vilken kärlek oss bevisad
- Vår tid är ganska flyktig här
- Är jag allen en främling här på jorden

## Urval av signaturer och namngivna personer som anges som okända
- H. P-d